# Lát cá tẩm bột
Lát cá tẩm bột hay còn gọi là thỏi cá, cá cắt thanh hay còn được gọi tên tiếng Anh là "fish finger" là những miếng phi lê cá mỏng, nhỏ hay những miếng cắt được phủ bột mì hay bột bơ. Chúng còn được biết đến với nhiều tên khác ở những vùng khác của thế giới, người Mỹ thường gọi chúng là "fish stick" (cá cắt thanh). Cá cắt thanh thường nhỏ hơn nhiều so với những miếng cá được sử dụng trong một món ăn Anh truyền thống khác, cá và khoai tây chiên, nơi những miếng cá lớn được phục vụ với khoai tây chiên (fish and chips). 

## Lịch sử

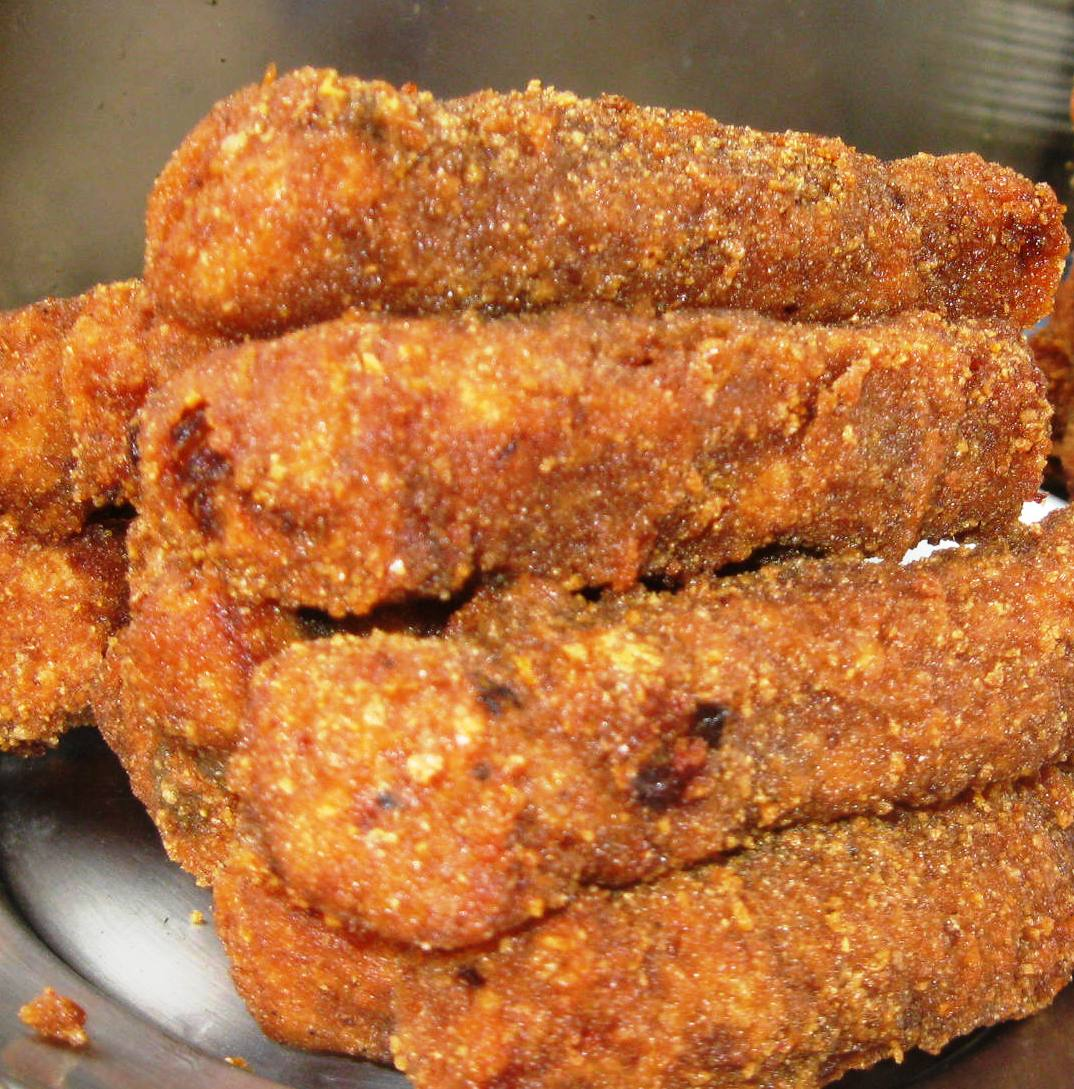
Lát cá tẩm bột

Lát cá tẩm bột có nguồn gốc xuất xứ đến từ những công nhân trong một nhà máy nơi loại thức ăn này lần đầu tiên được sản xuất hàng loạt. Ngày nay, nhiều nhà sản xuất đang cạnh tranh nhau để chào bán món cá cắt thanh thu hút nhiều khách hàng tiêu thụ. Khi những nhà sản xuất nhấn mạnh đến vấn đề chất lượng, một số sản phẩm này có nguồn từ địa phương, làm từ nguyên vật liệu hữu cơ, hoặc đơn giản chỉ là chế biến ở mức độ tối thiểu. Bằng cách đọc các chi tiết dinh dưỡng trên bao bì, người mua có thể hiểu được nhiều hơn về một sản phẩm cá cắt thanh, và cách sử dụng cá đông lạnh tương phản với các loại cá tươi.

## Nguyên liệu
Nhiều loại cá khác nhau có thể được sử dụng để làm cá cắt thanh. Một trong những loài cá thường dùng nhất là cá tuyết là loài cá thịt trắng thường là thành phần chính của món này, nhiều loài cá khác như cá minh thái cũng được dùng. Một số loại cá cắt thanh cao cấp có thể dùng những loài cá quý hơn, từ cá thu và cá bơn lưỡi ngựa, tới cá hồi, thịt cua, và thậm chí cả trứng cá.
Loại cá cắt thanh có chất lượng cao hơn là những phần cá cắt thành những miếng fillet và tẩm bột mì. Loại rẻ hơn là loại mà các đầu bếp, hay những nhà sản xuất, chế biến cá thành một dạng bột nhão và định hình lại trước khi tẩm bột. Cả hai loại có thể gia tăng chất lượng từ loại bột mì tốt, ví dụ như từ loại vụn bánh mì hay bơ chất lượng cao. Các sản phẩm cá cắt thanh có thể được chiên hoặc nướng. 

## Phương pháp
Những phương pháp nấu nướng khác nhau này ảnh hưởng đến giá trị dinh dưỡng cuối cùng của món ăn. Ở nhiều vùng nơi chúng được thưởng thức, chúng thường được chiên tại các nhà máy chế biến với hệ thống máy móc phức tạp như máy chiên sâu, nhưng ở nhà, nơi chúng được sửa soạn cho bữa ăn gia đình, chúng thường được nướng, điều này có thể thực hiện dễ dàng nhờ lò nướng gia đình, và trong nhiều trường hợp, ngay cả trong lò vi sóng. Đa số các loại cá cắt thanh dường như ăn không ngon miệng khi được nướng trong lò vi sóng, nhưng trong một số trường hợp, khi được rã đông thích hợp, phương pháp này cũng có hiệu quả.